# Фірангіз
Фірангіз (азерб. Firəngiz) — радянський художній фільм-драма 1975 року, знятий на кіностудії «Азербайджанфільм», що є екранізацією повісті Байрама Байрамова «Прохолодність».

## Сюжет
Секретар райкому Фірангіз обережна і вимоглива, а також дуже сувора і непослідовна. Вона не терпить не тільки своїх співвітчизників, навіть свого чоловіка, дослідника Мурада і всю родину.

## У ролях
- Вафа Фатуллаєва — Фірангіз
- Расім Балаєв — Мурад
- Шахмар Алекперов — Файзі
- Бахадур Алієв — Давуд
- Садик Гаксанзаде — Муса
- Мухтар Манієв — Ельхан
- Садая Мустафаєва — Масма
- Откам Іскендеров — Алхас
- Окума Касумова — дружина Муси
- Мамед Бурджалієв — водій
- Гумрах Рагімов — епізод

## Знімальна група
- Оригінальний текст і автор сценарію: Байрам Байрамов
- Режисери-постановники: Абдул Махмудов, Енвер Аблуч
- Оператор-постановник: Фарамаз Мамедов
- Другий оператор: Амін Новрузов
- Художник-постановник: Каміль Наджафзаде
- Художник-гример: Ельбрус Вахідов
- Композитор: Фікрет Аміров
- Звукооператор: Асад Асадов